# Адорф
Адорф (нім. Adorf) — місто в Німеччині, розташоване в землі Саксонія. Входить до складу району Фогтланд.
Площа —  км2. Населення становить 4841 ос. (станом на 31 грудня 2020).